# Archidiecezja kalkucka
Archidiecezja kalkucka (łac. Archidioecesis Calcuttensis, ang. Archdiocese of Calcutta) – rzymskokatolicka archidiecezja ze stolicą w Kalkucie w stanie Bengal Zachodni, w Indiach. Arcybiskupi Kalkuty są również metropolitami metropolii o tej samej nazwie.

## Sufraganie
Sufraganiami archidiecezji kalkuckiej są diecezje:
- Asansol
- Bagdogra
- Baruipur
- Dardżyling
- Jalpaiguri
- Krisznagar
- Raiganj

## Historia
18 kwietnia 1834 papież Grzegorz XVI brewe Latissimi Terrarum erygował wikariat apostolski Bengalu. Dotychczas wierni z tych terenów należeli do diecezji São Tomé de Meliapore (obecnie nieistniejącej).
15 lutego 1850 z jednostki wydzielono wikariat apostolski Wschodniego Bengalu (obecnie archidiecezja Dhaka w Bangladeszu) oraz zmieniono nazwę omawianego wikariatu na wikariat apostolski Zachodniego Bengalu.
19 lipca 1870 z wikariatu apostolskiego Zachodniego Bengalu wydzielono prefekturę apostolską Środkowego Bengalu (obecnie diecezja Krisznagar).
1 września 1886 papież Leon XIII wyniósł wikariat apostolski Zachodniego Bengalu do rangi archidiecezji metropolitarnej i nadał jej obecną nazwę.
Z archidiecezji kalkuckiej wydzieliły się:
- 25 maja 1927 - diecezja Ranchi (obecnie archidiecezja Ranchi)
- 15 lutego 1929 - mija sui iuris Sikkim (obecnie diecezja Dardżyling)
- 14 czerwca 1951 - diecezja Sambalpur
- 17 stycznia 1952 - prefektura apostolska Malda (obecnie diecezja Dumka)
- 2 lipca 1962 - diecezja Jamshedpur
- 8 czerwca 1968 - prefektura apostolska Balasore (obecnie diecezja Balasore)
- 30 maja 1977 - diecezja Baruipur
- 24 października 1997 - diecezja Asansol.

W 1986 archidiecezję odwiedził papież Jan Paweł II.

## Główne świątynie
- Archikatedra: Katedra Najświętszego Różańca w Kolkacie
- Bazylika mniejsza: Bazylika Matki Bożej Różańcowej w Bandel

## Ordynariusze

### Wikariusze apostolscy
- Robert Saint-Léger SI (1834 - 1838)
- Jean-Louis Taberd MEP (1838 - 1840)
- Patrick Joseph Carew (1840 - 1855)
- Thomas Oliffe (1855 - 1859)
- Augustus van Heule SI (1864 - 1865) nie objął
- Waltar Bisscop Steins SI (1867 - 1877) arcybiskup tytularny; później mianowany biskupem Auckland na Nowej Zelandii
- Paul-François-Marie Goethals SI (1877 - 1886) od 1878 arcybiskup tytularny

### Arcybiskupi
- Paul-François-Marie Goethals SI (1886 - 1901)
- Brice Meuleman SI (1902 - 1924)
- Ferdinand Périer SI (1924 - 1960)
- Vivian Anthony Dyer (1960 - 1962)
- Albert Vincent D’Souza (1962 - 1969)
- kard. Lawrence Picachy SI (1969 - 1986) kreacja kardynalska w 1976
- Henry Sebastian D’Souza (1986 - 2002)
- Lucas Sirkar SDB (2002 - 2012)
- Thomas D’Souza (2012 - nadal)